# مقاطعة كوسوفو وميتوهيا ذاتية الحكم
تشير كوسوفو وميتوهيا، وهي رسميا مقاطعة كوسوفو وميتوهيا ذاتية الحكم، المعروفة باسم كوسوفو أو ببساطة بكوسميت (من كوسوفو وميتوهيا)، إلى منطقة كوسوفو على النحو المحدد في دستور صربيا. إقليم المقاطعة متنازع عليه بين صربيا وجمهورية كوسوفو المعلنة ذاتيا، والتي لها سيطرة فعلية.
يقع إقليم المقاطعة، كما تعترف به القوانين الصربية، في الجزء الجنوبي من صربيا، ويغطي منطقتي كوسوفو وميتوهيا. وعاصمة المقاطعة هي بريشتينا. وكان الإقليم في السابق مقاطعة متمتعة بالحكم الذاتي من صربيا خلال الفترة الاشتراكية اليوغوسلافية (1946–1990)، واكتسب وضعه الحالي في عام 1990. وحكمت المقاطعة كجزء من صربيا حتى حرب كوسوفو، عندما أصبحت محمية تابعة للأمم المتحدة، ولكنها لا تزال معترف بها دوليا كجزء من صربيا. ثم نُقلت السيطرة إلى إدارة الأمم المتحدة في بعثة الأمم المتحدة للإدارة المؤقتة في كوسوفو. وفي عام 2008، أعلنت سلطات كوسوفو الاستقلال، الذي يعترف به 97 عضوا من أعضاء الأمم المتحدة، ولكن ليس من قبل صربيا التي لا تزال تعتبرها مقاطعة مستقلة في صربيا.